# أليتس موروس
أليتس موروس هو نوع من الضفادع في عائلة ضفاجيات. وهذا النوع مستوطن في المغرب. يتواجد في الغابات المعتدلة والنباتات الشجرية والأنهار ومستنقعات المياه العذبة وينابيع المياه العذبة والمناطق الصخرية والحدائق الريفية.